# Thủy điện Nậm Mu 2
Thủy điện Nậm Mu 2 là thủy điện xây dựng trên dòng Nậm Mu tại vùng đất bản Huổi Lốt xã Mường Mùn huyện Tuần Giáo tỉnh Điện Biên, Việt Nam .
Thủy điện Nậm Mu 2 có công suất lắp máy 10,2 MW với 2 tổ máy, khởi công 2015, hoàn thành quý IV/2017 .
Thủy điện Nậm Mu 2 cách cửa sông Nậm Mu đổ vào Nậm Mức cỡ 3 km. Từ ngã ba này ngược dòng Nậm Mức cỡ 1,5 km là Thủy điện Nậm Mức 21°47′56″B 103°17′40″Đ / 21,798957°B 103,294392°Đ.

## Nậm Mu Tuần Giáo
Nậm Mu là phụ lưu bờ phải của Nậm Mức, chảy ở huyện Tuần Giáo tỉnh Điện Biên.
Nậm Mu bắt nguồn từ vùng núi xã Ta Ma 21°44′19″B 103°29′28″Đ / 21,738643°B 103,491212°Đ, chảy về hướng tây.
Sang xã Rạng Đông Nậm Mu đổi hướng tây bắc, đến bản Tà Pao xã Mùn Chung thì đổ vào Nậm Mức.